# Médaille Pour-une-Vie-Sauvée
La médaille Pour-une-Vie-Sauvée (en ukrainien : Медаль «За врятоване життя») est une distinction instituée en 2008. Elle est attribuée pour avoir sauvé la vie d'une personne, des activités caritatives, humanitaires la prévention des accidents avec des personnes.